# Ernesto Chevantón
Ernesto Javier Chevantón, né le 12 août 1980 à Juan Lacaze (Uruguay), est un ancien footballeur international uruguayen.

## Biographie

### Enfance et formation
Ernesto Chevantón connaît une enfance loin d'être dorée à Juan Lacaze, à 150 km à l'ouest de Montevideo, la capitale. Son père Washington est laitier avant de travailler dans une usine et sa mère s'occupe du foyer. La vie est dure dans un Uruguay ravagé par la crise économique et le couple a du mal à finir les fins de mois, mais ni Ernesto ni ses deux sœurs ne manque de rien. Le fils joue au football au Club Atletico Reformers. Sur des terrains cabossés et face à des adversaires autant motivés que lui, il travaille sa vaillance, sa technique, son flair et sa malice. Il trouve rapidement sa place devant le but comme ses idoles Klinsmann et Romário.
Avant-centre prometteur, Ernesto Chevantón rejoint le Danubio en 1992, un des meilleurs clubs formateurs du pays. Ses parents l'accompagnent à Montevideo mais le père perd son emploi et la famille doit retourner à Juan Lacaze. À douze ans, Ernesto se retrouve seul loin de chez lui. Il vit avec dix autres jeunes joueurs dans une maison prêtée par le club où il faut faire la lessive, le ménage et la vaisselle. Avec le soutien de son « grand-frère » Álvaro Recoba, le jeune garde le moral, sa force de caractère fait la différence.

### Débuts professionnels au Danubio (1997-2001)
Le 11 mai 1997, Chevantón débute en première division face à Cerro. Il n'a que seize ans et gagne cent dollars par mois. Deux ans plus tard, il est titulaire à part entière et empile les buts. L'année de ses 20 ans, il inscrit le nombre extraordinaire de 49 buts en une saison. Il n'en faut pas plus aux recruteurs italiens pour le repérer. Il est alors recruté par Lecce.

### Confirmation à Lecce (2001-2004)
Pour huit millions d'euros (record du club), l'US Lecce le recrute. Lors de son premier match de Serie A face à Parme, il marque contre Sébastien Frey au bout de seulement deux minutes en lui subtilisant la balle alors que le gardien s’apprête à relancer. Ce but lui vaut cent kilos de miel et mille bouteilles de vin, récompensant le buteur le plus rapide du championnat italien. Il met du temps à s'adapter au jeu européen, mais lors de sa première saison, il inscrit tout de même onze buts. Malgré tout son club est relégué en Serie B. En D2, Cheva inscrit 16 buts, et permet à son club de rejoindre de nouveau l'élite du football italien.
À Lecce, « Chevangol » affine ses déplacements, améliore son bagage tactique et s'étoffe physiquement. Grâce à ses 19 buts (comme son numéro de maillot) lors de la saison 2003-2004, il permet au club des Pouilles de garder sa place parmi l'élite. Ses prouesses attisent les convoitises, et en 2004, il rejoint la Ligue 1 et l'AS Monaco pour la somme avoisinant les 10 millions d'euros. 

### Révélation à Monaco (2004-2006)
Pour engager Chevantón et contrer la concurrence des Palerme, Fiorentina et autre Inter Milan, l'entraîneur de l'ASM Didier Deschamps fait jouer ses relations. Deschamps lui offre de jouer la Ligue des champions avec un salaire de 3 M€ sur quatre ans. Lors de la première journée de championnat, dès la 2e minute, son enchaînement contrôle-frappe croisée offre une courte victoire à sa nouvelle équipe contre Saint-Étienne (1-0). Sa première saison à l'ASM est difficile, puisque celui que l'on surnomme Cheva a pour lourde tâche de succéder au buteur espagnol Fernando Morientes. De plus il se blesse, mais continue de jouer malgré son handicap, et il inscrit dix buts pour sa première saison en L1.
Lors de sa deuxième saison, il est toujours blessé, ce qui l'empêche de se libérer. Cependant, au mercato d'hiver, il se fait opérer, et après un mois de convalescence sa douleur s'évanouit. Le grand Cheva est alors de retour, et il inscrit huit buts en dix matchs, ce qui porte son total sur la saison à 10 buts.
Mais à la grande surprise générale, il quitte Monaco pour le FC Séville en 2006 pour la somme de 10 millions d'euros.

### Plusieurs piges pour terminer (2010-2014)
N'ayant pas réussi à s'imposer en Espagne, il est prêté au mercato d'hiver 2010 à l'Atalanta Bergame. Chevanton n'est que peu décisif et le club est rétrogradé au terme de la saison.
De retour à Séville, il résilie son contrat et s'engage pour une saison, plus une en option, avec le club qui l'a fait connaître, l'US Lecce.
Lors du mercato 2011, il s'engage avec le club argentin du CA Colón de Primera División.
Le 25 septembre 2013 il rejoint Queens Park Rangers qu'il quitte trois mois plus tard le 24 décembre 2013 le laissant libre de tout contrat. Il sera en tout apparu à deux reprises sous les couleurs des Queens Park Rangers.
Le 29 janvier 2014, il retourne en Uruguay et s'engage avec le Liverpool Montévidéo.

## Style de jeu: attaquant vif
À son arrivée à l'AS Monaco, Jean-Luc Ettori, adjoint de Didier Deschamps, parle de lui comme « un mélange de Delio Onnis pour le flair et de Ludovic Giuly pour l'explosivité et la vitesse ». De manière générale, Chevantón est reconnue pour sa technique, sa vitesse et sa malice.

## Palmarès
- Vainqueur de la Coupe UEFA en 2007 (FC Séville)
- Vainqueur de la Supercoupe de l'UEFA en 2006 (FC Séville)
- Vainqueur de la Coupe d'Espagne de football en 2007 (FC Séville)
- Vainqueur de la Supercoupe d'Espagne de football en 2007 (FC Séville)
- Meilleur buteur du championnat d'Uruguay en 2000 (Danubio FC)

## Statistiques
| Saison                | Club                  | Championnat           | Championnat | Championnat | Championnat | Coupe(s) nationale(s) | Coupe(s) nationale(s) | Coupe(s) nationale(s) | Compétition(s) continentale(s) | Compétition(s) continentale(s) | Compétition(s) continentale(s) | Compétition(s) continentale(s) | Total | Total | Total |
| Saison                | Club                  | Division              | M.          | B.          | P.d.        | M.                    | B.                    | P.d.                  | Comp.                          | M.                             | B.                             | P.d.                           | M.    | B.    | P.d.  |
| 1997                  | Danubio               | D1                    | 1           | 0           | -           | -                     | -                     | -                     | -                              | -                              | -                              | -                              | 1     | 0     | 0     |
| 1998                  | Danubio               | D1                    | 1           | 0           | -           | -                     | -                     | -                     | -                              | -                              | -                              | -                              | 1     | 0     | 0     |
| 1999                  | Danubio               | D1                    | 9           | 3           | -           | -                     | -                     | -                     | -                              | -                              | -                              | -                              | 9     | 3     | 0     |
| 2000                  | Danubio               | D1                    | 35          | 36          | -           | 5                     | 3                     | -                     | -                              | -                              | -                              | -                              | 40    | 39    | 0     |
| 2001                  | Danubio               | D1                    | 16          | 14          | -           | -                     | -                     | -                     | -                              | -                              | -                              | -                              | 16    | 14    | 0     |
| Sous-total            | Sous-total            | Sous-total            | 62          | 53          | -           | 5                     | 3                     | -                     | -                              | -                              | -                              | -                              | 67    | 56    | 0     |
| 2001-2002             | US Lecce              | Serie A               | 27          | 11          | 8           | -                     | -                     | -                     | -                              | -                              | -                              | -                              | 27    | 11    | 8     |
| 2002-2003             | US Lecce              | Serie B               | 30          | 16          | 8           | 3                     | 2                     | -                     | -                              | -                              | -                              | -                              | 33    | 18    | 8     |
| 2003-2004             | US Lecce              | Serie A               | 31          | 19          | 6           | 1                     | 1                     | -                     | -                              | -                              | -                              | -                              | 32    | 20    | 6     |
| Sous-total            | Sous-total            | Sous-total            | 88          | 46          | 22          | 4                     | 2                     | -                     | -                              | -                              | -                              | -                              | 92    | 48    | 22    |
| 2004-2005             | AS Monaco             | Ligue 1               | 27          | 10          | 7           | 4                     | 1                     | -                     | C1                             | 8                              | 4                              | 3                              | 39    | 15    | 10    |
| 2005-2006             | AS Monaco             | Ligue 1               | 23          | 10          | 2           | 2                     | 0                     | -                     | C1+C3                          | 1+2                            | 0+1                            | 0                              | 28    | 11    | 2     |
| Sous-total            | Sous-total            | Sous-total            | 50          | 20          | 9           | 6                     | 1                     | -                     | -                              | 11                             | 5                              | 3                              | 67    | 26    | 12    |
| 2006-2007             | FC Séville            | Liga                  | 17          | 4           | 0           | 4                     | 1                     | 0                     | C3                             | 5                              | 4                              | 0                              | 26    | 9     | 0     |
| 2007-2008             | FC Séville            | Liga                  | 8           | 1           | 3           | 4                     | 2                     | 1                     | -                              | -                              | -                              | -                              | 12    | 3     | 4     |
| 2008-2009             | FC Séville            | Liga                  | 8           | 3           | 1           | 1                     | 0                     | -                     | C3                             | 2                              | 0                              | 0                              | 11    | 3     | 1     |
| 2009-jan 2010         | FC Séville            | Liga                  | 1           | 0           | 0           | -                     | -                     | -                     | -                              | -                              | -                              | -                              | 1     | 0     | 0     |
| Sous-total            | Sous-total            | Sous-total            | 34          | 8           | 4           | 9                     | 3                     | 1                     | -                              | 7                              | 4                              | 0                              | 50    | 15    | 5     |
| jan 2010-2010         | Atalanta (prêt)       | Serie A               | 12          | 2           | 1           | -                     | -                     | -                     | -                              | -                              | -                              | -                              | 12    | 2     | 1     |
| 2010-2011             | US Lecce              | Serie A               | 14          | 2           | 0           | 2                     | 2                     | 0                     | -                              | -                              | -                              | -                              | 16    | 4     | 0     |
| 2011-2012             | Colón                 | D1                    | 15          | 6           | 1           | 1                     | 0                     | -                     | -                              | -                              | -                              | -                              | 16    | 6     | 1     |
| 2012-2013             | US Lecce              | D3                    | 14          | 6           | -           | 2                     | 0                     | -                     | -                              | -                              | -                              | -                              | 16    | 6     | 0     |
| 2013-dec 2013         | Queens Park Rangers   | Championship          | 2           | 0           | 0           | -                     | -                     | -                     | -                              | -                              | -                              | -                              | 2     | 0     | 0     |
| 2013-2014             | Liverpool             | D1                    | 15          | 6           | 3           | 1                     | 0                     | -                     | -                              | -                              | -                              | -                              | 16    | 6     | 3     |
| Total sur la carrière | Total sur la carrière | Total sur la carrière | 306         | 149         | 40          | 30                    | 12                    | 1                     | -                              | 18                             | 9                              | 3                              | 354   | 170   | 44    |